# Eureka, North Carolina
Eureka är en kommun (town) i Wayne County i North Carolina. Vid 2010 års folkräkning hade Eureka 197 invånare.